# 한국에서의 학살
한국에서의 학살(영어: Massacre in Korea, 프랑스어: Massacre en Corée, 스페인어: Masacre en Corea)은 파블로 피카소가 1951년 1월 18일에 완성한 그림으로 남침으로 인한 6.25 전쟁의 참상을 보여주는 작품이다. 
캔버스 왼쪽에는 벌거벗은 여인들과 아이들이, 오른쪽에는 이들에게 총과 칼을 겨누고 있는 철갑 투구의 병사들이 있다. 파블로 피카소는 한 번도 한국에 오지 않았지만, 전쟁에 대한 보도를 접하고 작품을 그렸다고 한다.

## 같이 보기
- 파블로 피카소